# Уніка-TV
«УНІКА-TV» — українська телемережа  з міста Златопіль (раніше — Первомайський) Харківської області, яка в різний час транслювала телепрограми на каналах «Планета», «Горизонт TV», «Сварожичі». Офіційно позиціонувала себе як «єдині слов'яно-арійські телеканали».

## Телеканали
27 грудня 2006 року телемережа «Уніка-TV» отримала ліцензію на супутникове мовлення під логотипом «Планета»
Свій перший пакет «Уніка-TV» представила в 2008 році. Спочатку туди входило тільки чотири телеканали, але представники компанії відразу ж повідомили, що надалі він буде розширюватися. Перші нішеві проекти, «Планета», «Світ», «КіКо» та «2Т», почали мовити у форматі MPEG-4 зі супутника Sirius-4.

### Планета
Телеканал «Планета» позиціонував себе, як «єдиний слов'яно-арійський» канал. Зокрема, в ефірі транслювалися телепрограми різної тематики, найпопулярніша — «Інтерактивна вітальна програма на замовлення глядачів»..

Телеканал розпочав мовлення напочатку 2008 року і позиціонував себе наступним чином: 
ТК «Планета» об'єднав однодумців, фахівців у галузі телебачення, для яких професійна праця ґрунтується на принципах честі та совісті. Телеканал не належить будь-яким олігархічним кланам. Його утримують самі журналісти. Мета телеканалу — об'єднати слов'яно-арійські народи на основі знань давньої Віри та прихованого джерела знань наших Предків! Певним тренінгом змусити працювати родову генетичну пам'ять і, в результаті згадуючи своє велике минуле, у нас з'явиться реальне та прогнозоване майбутнє.
31 серпня 2016 року канал «Планета» отримав низку попереджень від Нацради за порушення, а тому не отримав продовження ліцензії після лютого 2017 року. Замість «Планети» почав транслюватися телеканал «Горизонт TV» з подібним набором програм.

### Горизонт TV/Сварожичі
В ефірі «Горизонт TV» (згодом — «Сварожичі») було безліч соціальних проектів, які пропагували здоровий спосіб життя та самовдосконалення.
Телеканал «Сварожичі» тиражував для своїх глядачів псевдонаукову та агресивну ідеологію та пропагував неонацизм та антисемітизм. 
Також канал транслював російські та українські псевдонаукові програми, в яких йдеться про арійське походження слов'ян, їхню перевагу над усіма іншими народами та особливим шляхом становлення та розвитку "раси".
Ідеологія каналу підкріплювалася пропагандою язичницьких культів Сварога, Даждьбога та інших богів пантеону давніх слов'ян. На думку керівництва каналу, релігія нібито була нав'язана слов'яно-аріям сектантами-сатаністами, які проголосили себе наднацією та обдурили нащадків Сварожичів, перетворивши їх на людей другого гатунку — гоїв
29 червня 2018 року«Горизонт TV» змінив назву на «Сварожичі».
З 2019 року мовить у форматі 16:9.
8 серпня 2019 року Національна рада України з питань телебачення і радіомовлення не подовжила ліцензії на цифрове ефірне телебачення (були дійсні до середини жовтня 2019 року) на мовлення у МХ-5 у Лозовій та Кегичівці.
12 липня 2023 телеканал припинив супутникове мовлення, 30 жовтня 2023 супутникове мовлення було відновлено, а 15 грудня 2023 — вкотре припинено.

## Власники та керівники
Власниками телеканалу станом на 2016 рік були компанія «Горизонт М», дистриб'ютор фільтрів росіянина Віктора Петрика, а також мешканець Києва Сергій Ягода.
Станом на 2018 рік власниками 70 % активів каналу є Констянтин Шпак з Первомайського, а 30 % — киянин Сергій Ягода.
Керівником компанії є Ігор Вадимович Кравцов.

## Критика
В липні 2016 року Нацрада з питань телебачення і радіомовлення за результатами позапланової перевірки оголосила попередження супутниковому телеканалу «Планета». Перевірка зафіксувала не передбачену ліцензією ретрансляцію програми телеканалу NewsOne, а також трансляцію музичних кліпів і програм за участі фігурантів Переліку осіб, які створюють загрозу національній безпеці — Григорія Лепса, Олега Газманова, Лева Лещенка, Валерії, Наталії Варлей. Як пояснили на телеканалі, кліпи російських виконавців замовляли переважно глядачі похилого віку, зокрема пенсіонери, і канал не мав змоги проігнорувати їхні побажання.
Також Нацрада спробувала через суд анулювати ліцензію телеканалу «Планета» через неможливість встановити місце знаходження редакції. Члени Нацради повідомляли, що телеканал транслюється з окупованого Севастополя, що пізніше підтвердив юрист компанії. 
31 серпня 2016 року Нацрада винесла попередження каналу «Планета» за численні порушення українського законодавства. в ефірі однієї зі своїх передач телеканал об'єднав український, російський та білоруський народи в єдину етнічну групу "сварожичі", проголосив їх "Родом Раси Великої" слов'яно-арійського походження та протиставив іншим народам. При цьому в ефірі телеканалу повідомлялося, що слов'яно-арійці потрапили в поневолення до "інородців", які нав'язують їм свій "хибний світогляд та владу". Таким чином, мовник порушив норму закону про телерадіомовлення, що забороняє пропаганду переваги будь-яких осіб за їхніми релігійними переконаннями, ідеологією, належністю до тієї чи іншої нації чи раси. Ще одним порушенням ТК «Планета» став показ російського мультфільму «Таємниця їдкого диму» 2015 року виробництва, тоді як, згідно з чинним законодавством, в Україні заборонено трансляцію російських передач, зроблених після 2014 року. До того ж канал не надав під час перевірки прокатного посвідчення на цей мультфільм, що є порушенням статті 15 закону «Про кінематографію».
3 вересня 2016 року Національна рада з питань телебачення і радіомовлення направила до Служби безпеки України листа з проханням вжити заходів впливу до телеканалу «Планета» (ТОВ «Телемережа “Уніка-ТV”»), яке поширювало в ефірі ксенофобські та шовіністичні висловлювання.  Нацрада виявила, що після отримання чергового попередження «Планета» випустила в ефір цикл передач, у яких наявна «пропаганда винятковості, зверхності або неповноцінності осіб за ознаками їх релігійних переконань, ідеології, належності до тієї чи іншої нації або раси, фізичного або майнового стану, соціального походження, та здійснення інших вчинків, за якими наступає кримінальна відповідальність», відповідно до абзацу 6, 14 частини 2 статті 6 Закону України «Про телебачення і радіомовлення». В тому ж місяці посольство Ізраїлю в Україні передало в МЗС України ноту щодо ксенофобських та антисемітських передач каналу «Планета». Ще раніше Нацрада з питань телебачення і радіомовлення робила каналу зауваження подібної тематики.
В лютому 2017 року канал «Горизонт TV» звинуватили в демонстрації виступів російських телезірок з чорного списку Міністерства культури України, а також у показі документального фільму «Олесь Бузина: Жизнь вне времени».

## Логотипи
| Логотип | Опис |
| ------- | --- |
|         | Перший логотип каналу «Планета»                                                                            |
|         | Другий логотип каналу «Планета»                                                                            |
|         | Третій логотип каналу «Планета»                                                                            |
|         | Четвертий логотип каналу «Планета»                                                                         |
|         | Офіційний логотип каналу «Горизонт TV»                                                                     |
|         | Ефірний логотип каналу «Горизонт TV»                                                                       |
|         | Перший логотип каналу «Сварожичі» (з 28 червня 2018 до 20 січня 2019). Знаходився у лівому верхньому куті. |
|         | Другий логотип каналу «Сварожичі» (з 21 січня 2019 дотепер). Знаходиться там же.                           |

## Соціальні проекти
«Уніка-TV» активно реалізувала соціальні проекти, спрямовані на пропаганду здорового способу життя, самовдосконалення та духовного розвитку. Зокрема, на каналі «Сварожичи» виходять програми: 
- «Фітнес-шок» — з порадами щодо правильного харчування та фізичних вправ.
- «Духовне здоров'я» — про різні духовні практики та їх вплив на здоров'я та самопочуття.
- «Шлях до себе» — бесіди з психологами та експертами з саморозвитку.

## Концепція мовлення
Телеканали «Уніка-TV» чітко відображали слов'яно-арійську концепцію мовлення. В ефірі часто звучали ідеї слов'янського неоязичництва, просувалися традиції та звичаї дохристиянського періоду слов'янської історії. Особлива увага приділялася висвітленню тем змови, антисистеми та протидії "світовому уряду".